# Шкуратівський заказник
Шкураті́вський заказник — ботанічний заказник місцевого значення в Україні. Об'єкт природно-заповідного фонду Полтавської області. 
Розташований у межах Пирятинської міської громади Лубенського району Полтавської області, на північ від села Шкурати.
Площа 12 га. Статус присвоєно згідно з рішенням Полтавської облради від 23.03.2005 року. Перебуває у віданні ДП «Пирятинський лісгосп» (Пирятинське лісництво, кв. 142, вид. 14-17).
Статус присвоєно для збереження частини лісового масиву, де зростають клен, липа, дуб.